# C・LOVE・R
「C・LOVE・R」（クローバー）は、日本の歌手・愛内里菜の3作目の配信限定シングル。

## 概要
- 前々作、前作に続いてのデジタル配信限定形態でのリリース。

## 収録曲
1. C・LOVE・R
  - 作詞：愛内里菜　作曲・編曲：石井健太郎

## 収録アルバム
- LAST SCENE